# ジャスコシティ黒石
ジャスコシティ黒石（ジャスコシティくろいし）は、かつて青森県黒石市に存在し、イオン株式会社が運営を行っていたショッピングセンターである。

## 概要
1996年10月にオープン。
しかし、周辺地域の大型店と競合して売上が減少していたため、2008年4月20日をもって閉店した。開店から、僅か11年余りでの閉店であった。
尚、2008年3月1日に全国展開された電子マネー「WAON」の同店への導入については閉店前時点だったためされなかった。
これにより、青森県内にあるジャスコ業態としては初の撤退となった。撤退後、2008年5月20日には黒石市に隣接している平川市にイオンタウン平賀が開業している。撤退後の建物は、後継テナントが決まらず解体され、跡地は現在、一部が農地として整備されている。

## 主要テナント
- ジャスコ黒石店
- ミスタードーナツ黒石ショップ
- マクドナルド黒石店
- 未来屋書店
- キャンドゥ